# Momo!
Momo! estilizado como MOMO!, MoMo! o momo! Es un grupo mexicano de música alternativa y electro-pop independiente, formado en 2011 por la cantante Ana Karla Escobar, y los dos músicos Los Hermanos Warner (Hans y Peter Warner). Una agrupación que se influenció en diversos géneros de la década de los 80 especialmente el synthpop.

## Inicios
En el año 2011, Los Hermanos Warner estaban en busca de una voz femenina para concretar un proyecto pequeño que era solo de una pista, quienes escucharon a Ana Karla y les llamó la atención, entonces los hermanos le ofrecieron 4 maquetas de canciones a ella, eligiendo «La Fiesta», canción que quedó como colaboración entre estos, y que tuvo éxito moderado en las radios nacionales de México, siendo nombrada Canción de la Semana en mayo de 2011 por los 40 principales México. Después del resultado de este trabajo, Escobar y Los Hermanos Warner decidieron formar un proyecto profesionalmente, naciendo así la agrupación, nombrándose así por un sencillo juego de palabras hecho por Peter, combinando la letra "M" con las vocales, y al llegar a la letra "O" se decidió por esta opción. Comenzaron a trabajar en un primer álbum de estudio.

## Álbum debutmomo!
En septiembre de 2012, lanzaron su álbum de estudio debut titulado momo!, disco del cual se promovieron dos sencillos, el primero: «Como ayer» y «Mírame bien», ambos con videos musicales oficiales y el primero alcanzando el millón de visitas en su canal oficial de YouTube. Gracias a la promoción y el éxito que comenzó a surgir, lograron ser teloneros de Redfoo, integrante del grupo LMFAO, famoso por el hit «Party Rock Anthem».

## Integrantes

### Ana Karla Escobar, vocalista
Es una cantante originaria de Tabasco, México, Escobar siempre se interesó por la música desde la niñez, llegando a estudiar en Canadá, y luego buscando oportunidades en la ciudad de París, tomando diferentes influencias musicales en distintas residencias en las que vivía, hasta que en 2008 se regresó a México y formó la agrupación Yo Camaleón en 2010, junto a Chucho Báez (de Zoé) y José Salinas (de Dapuntobeat), realizando con este último el EP homónimo. En 2015 retoma el proyecto de Yo Camaleón a lado de Yamil Rezc.

### Hans Warner, baterista; y Peter Warner, teclado y guitarra
Dos hermanos originarios de Ciudad de México, de padre alemán y madre mexicana,  productores musicales y mezcladores, antiguos productores e integrantes del grupo musical Fase trabajando también en Sonido Vaquero y Rosco.

## Discografía

### Álbum de estudio
- 2012: momo!

### Sencillos
- «La fiesta»
- «Como ayer»
- «Mírame bien»
- «La ciudad»
- «Revolución»